# Samuel Wilson
Samuel Wilson (Uncle Sam) (ur. 13 września 1766 w Menotomy, zm. 31 lipca 1854) – masarz z miasta Troy, jego postać wiąże się z powstaniem postaci „Wuja Sama”.
Urodzony w dawnej Menotomy, obecnie Arlington w stanie Massachusetts, gdzie pomnik upamiętnia fakt jego urodzin. Rodzice Wilsona przybyli ze Szkocji i kiedy Samuel był młodym chłopcem rodzina przeprowadziła się do Mason w New Hampshire, gdzie przydrożny obelisk stoi na pamiątkę. Samuel wraz z bratem Ebeneezerem przeniósł się do miasta Troy w roku 1789, gdzie rozwinął interesy. W roku 1797 Samuel ożenił się z Betsey Mann i osiadł na stałe w mieście Troy w domu na ulicy Ferry Street. Miał czworo dzieci.
Legenda o „Wuju Samie” ma początek wraz z wybuchem wojny brytyjsko-amerykańskiej roku 1812, gdzie Samuel Wilson majętny masarz w średnim wieku, potocznie znany jako „Wuj Sam” otrzymał intratny kontrakt na zaopatrywanie armii amerykańskiej w wołowinę wysyłaną w beczkach. Beczki jako własność rządu amerykańskiego oznaczano inicjałami „U.S.” (United States), co przez żołnierzy zostało żartobliwie zinterpretowane jako „Uncle Sam” (Wuj Sam).